# Ликонцев, Олег Валерьевич
Олег Валерьевич Ликонцев (13 октября 1972; Канск, Красноярский край, РСФСР, СССР) — российский военнослужащий, командир казачьего отряда «Сибирь», позднее замкомандира казачьей бригады «Сибирь». Герой Российской Федерации (июль 2023).

## Биография
Родился 23 октября 1972 года в Канске Красноярского края Российской Федерации. Учился в Омском высшем танковом инженерном училище.
Руководил спортивно-патриотическим клубом «Звезда». В 2020 году был избран депутатом горсовета от КПРФ. До недавнего времени занимал должность заместителя атамана станичного казачьего общества «Канское».
В мае 2022 года принял участие во вторжении России на Украину. Возглавил добровольческий отряд «Сибирь». Позывной — «Кан».
Отец двух сыновей.

## Звания и награды
- Герой Российской Федерации (июль 2023)[1][4][5].